# The Doozers
The Doozers é uma série de desenho animado digital estadunidense-canadense produzida pela Decode Entertainment e The Jim Henson Company. Estrelado por quatro jovens Doozers (Spike, Molly Carrapeta, Flex e Daisy Sapeca), a série se passa em  'Doozer Creek' , uma comunidade auto-sustentável localizado logo após o ponto de vista dos seres humanos. Centra-se na cooperação, trabalho em equipe, inventar, tecnologia e consciência ecológica.
O desenho esteou nos Estados Unidos e no Canadá em 28 de maio de 2016.

## Sinopse
Os Doozers são criaturinhas pequenas, que vivem em Doozer Creek, uma comunidade auto-sustentável localizado logo após o ponto de vista dos seres humanos. Os personagens principais são Daisy Sapeca, Molly Carrapeta, Spike e Flex, Doozers que formaram um grupo especialista com ferramentas chamado Esquadrão Ação. Trabalham em equipe para conseguirem construirem o que quiser.

## Personagens
- Daisy Wheel
- Spike
- Molly Bolt
- Flex